# Botanischer Garten Tiflis

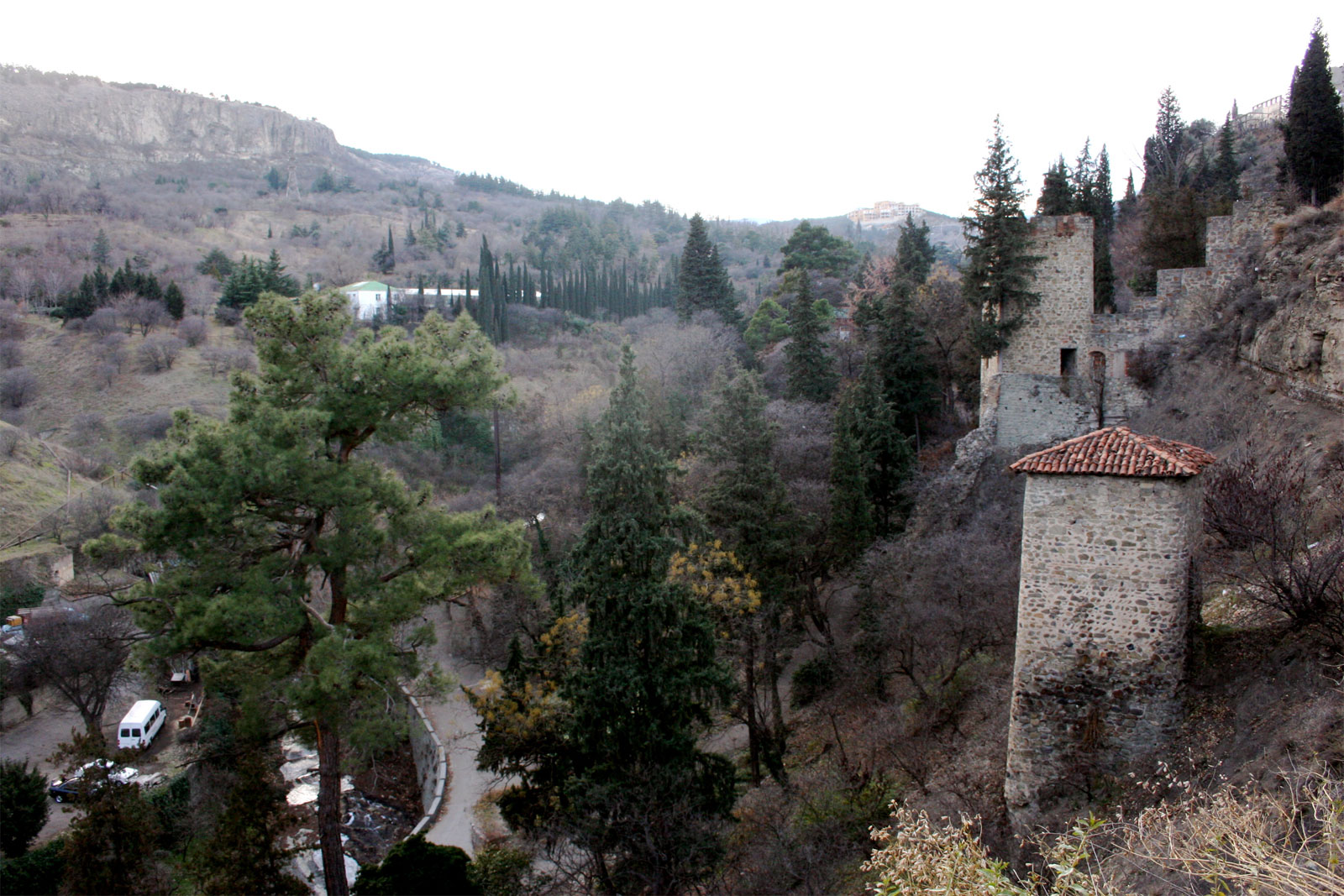
Blick auf den Botanischen Garten Tiflis

Der Botanische Garten Tiflis (georgisch თბილისის ბოტანიკური ბაღი) ist der „Zentrale Botanische Garten der Georgischen Akademie der Wissenschaften“. Er ist der größte Botanische Garten im südlichen Kaukasus und war der größte in der Sowjetunion. Er liegt im Südwesten der georgischen Hauptstadt Tiflis zu Füßen der Festung Nariqala. Er ist über 128 Hektar groß.

## Geschichte

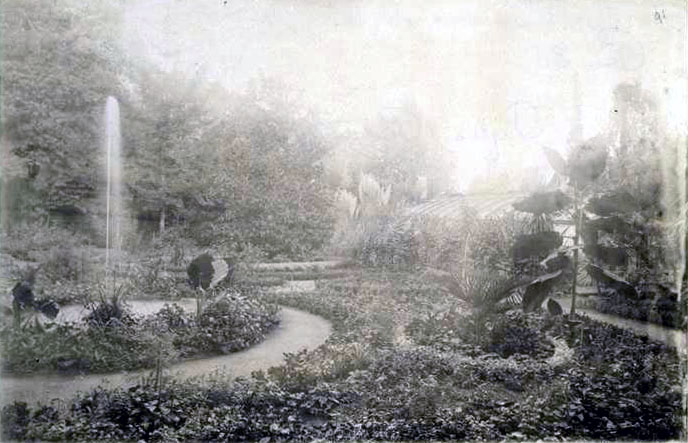
Anlage im Botanischen Garten Tiflis, 19. Jahrhundert

Im Jahr 1827 richtete ein Erdbeben in der Stadt große Zerstörungen an, auch die Festung Nariqala war betroffen. Teile der Zitadelle mussten abgetragen werden und aus Bauschutt und herbeigeschafftem Erdreich wurde ab 1845 auf dem Terrain des 400 Jahre alten königlichen Festungsgartens – bekannt als Seidabadi Garten – der Botanische Garten angelegt.
Er liegt am Abhang des Sololaki-Bergrückens in der Legwtachewi-Schlucht (dt. Feigenbaumschlucht) 420 bis 680 Meter über dem Meeresspiegel. Schon 1809 wurden dort Heilpflanzen angebaut, man legte dafür einige steinbefestigte Terrassen und Fußwege an. Das Tal wird von einem Flusslauf mit malerischem Wasserfall durchzogen.
Wenige Jahre nach seiner Gründung wurde er für die schönsten Orchideen des Russischen Reiches bekannt. Unter Leitung des deutschen Botanikers und Landschaftsarchitekten Heinrich Scharrer wurde der Garten zwischen 1861 und 1889 wesentlich erweitert. Er errichtete in den 1870er-Jahren die ersten Gewächshäuser, darunter eines für tropische und subtropische Pflanzen, und baute 1886 das Botanische Museum. Auch der erste Samenkatalog des Gartens, der 457 verholzende und krautige Pflanzen verzeichnete, geht auf ihn zurück. Sein Nachfolger Adolf Christian Roloff intensivierte ab 1902 die botanische Forschung und knüpfte verstärkt internationale Kontakte.
Nach der Oktoberrevolution verfiel der Garten aus Geldmangel und wurde erst nach 1945 wieder systematisch aufgebaut. In den 1980er-Jahren verfügte er über einen großen Wagenpark und ein eigenes Apartmenthaus für Mitarbeiter. Seit 1943 untersteht er der Akademie der Wissenschaften.

## Gegenwart

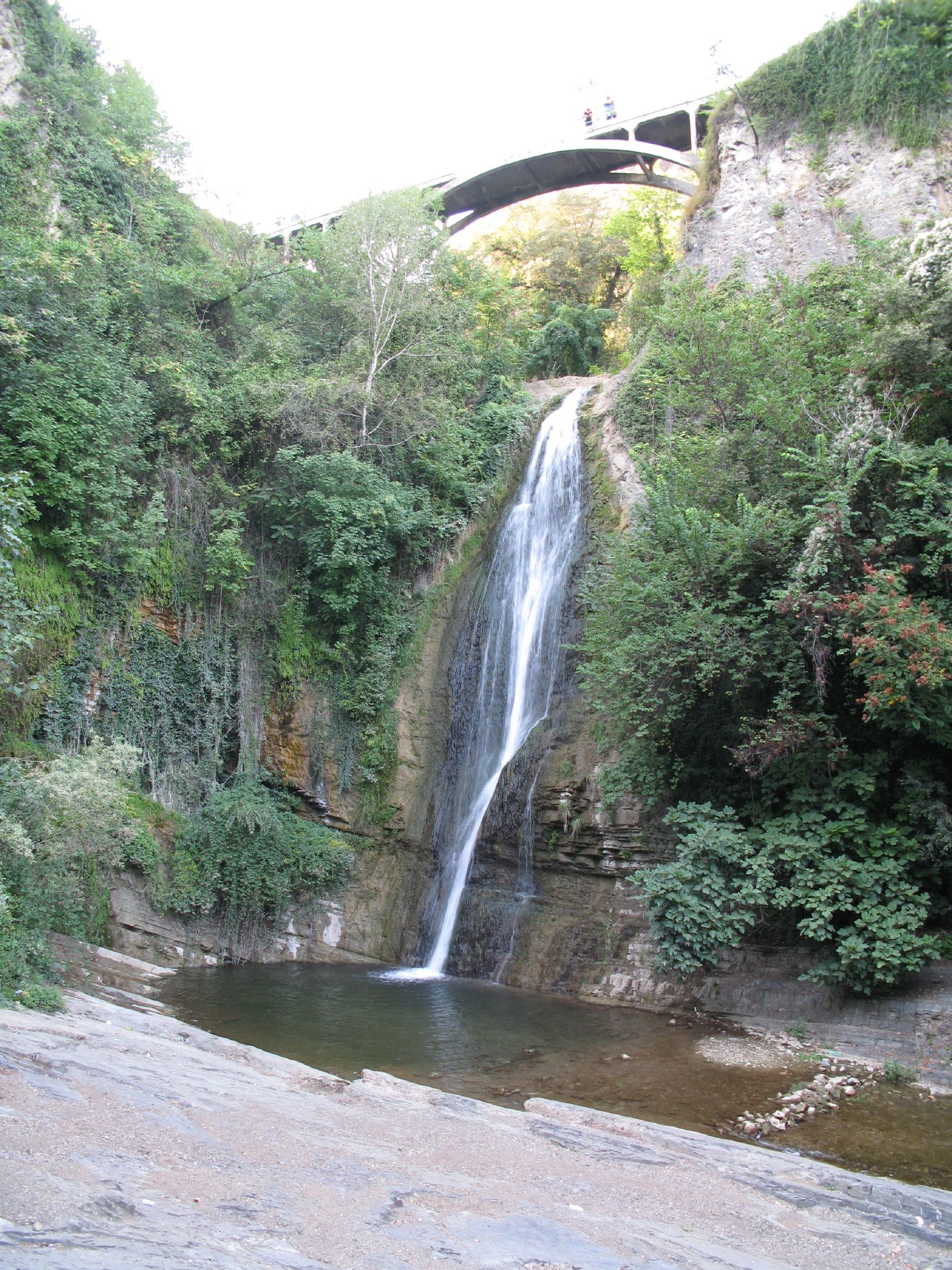
Wasserfall im Botanischen Garten Tiflis

Dieser Botanische Garten beherbergt heute rund 3.500 Arten und Sorten. Sein Hauptsammelgebiet sind ein Arboretum, die kaukasische Flora, seltene und gefährdete Pflanzenarten sowie eine biologische Reserve.
Zum Arboretum gehört das 1898 begründete Pinetum mit Tannen (Abies) aus aller Welt. Es gibt etwa 1000 Baum-Arten und krautige Pflanzen. Viele davon sind 150 bis 200 Jahre alt. Zu den Baum-Raritäten des Botanischen Gartens zählen die 180 bis 200 Jahre alte Celtis caucasia (16 m hoch, 0,85 m Durchmesser), die Zelkova carpinifolia (32 m hoch, 0,82 m Durchmesser) und die Pinus pityusa (31 m hoch, 0,91 m Durchmesser). Zu sehen sind beispielsweise Ginkgo biloba, der Cedrus deodara, der Cupressus sempervirens f. pyramidalis und der Juglans regia.
Rund 700 der Pflanzenarten in diesem Botanischen Garten stammen aus Georgien und dem südlichen Kaukasus. Über 370 davon stehen auf der Roten Liste gefährdeter Arten und werden seit den 1970er-Jahren systematisch gesammelt. Dazu zählen die Osmunda regalis, Astragalus caucasicus, Globularia trichosantha, Populus euphratica, Tulipa biebersteiniana, Iris lasica, Iris iberica, Berberis iberica, Quercus imeretina, Pinus pityusa, Betula raddeana, Arbutus andrachne und die Phillyrea decora.
Der Botanische Garten besitzt ein Forschungsinstitut mit mehreren Abteilungen zur Pflanzeneinführung und Wiedereinführung, zur angewandten Botanik, Florikultur sowie eine Bibliothek. Er hat 56 Mitarbeiter, davon sind 36 Wissenschaftler.
Auch dieser Botanische Garten ist Mitglied der World Botanical Gardens International Association (WBGIA) und ist über den Index Seminum international mit 150 Botanischen Gärten verbunden. Im Jahr 2000 fand als erstes georgisch-deutsches Sammelprojekt eine gemeinsame Sammelreise mit den Botanischen Gärten von Bonn und München in Georgien statt.